# الغارب (كعيدنة)

تعديل مصدري - تعديل

الغارب هي إحدى قرى عزلة بني نشر بمديرية كعيدنة التابعة لمحافظة حجة، بلغ تعداد سكانها 534 نسمة حسب تعداد اليمن لعام 2004.